# Phoridae
Famille
Synonymes
- Sciadoceridae[1]
- Termitoxeniidae[1]

Les Phoridae sont une famille de petites mouches ressemblant aux drosophiles. On les identifie souvent à leur habitude de s'enfuir en courant sur une surface plutôt qu'en s'envolant. Il s'agit d'un groupe d'insectes très diversifié, d'environ 4 000 espèces connues réparties en 230 genres. L'espèce la mieux connue est Megaselia scalaris.

## Apparence

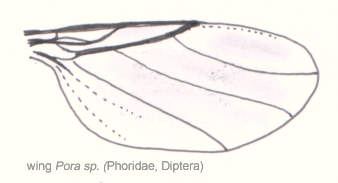
Nervation alaire des Phoridae.

Les mouches Phoridae sont de minuscules mouches d'au plus quelques millimètres. Vue de côté, on peut observer que le thorax forme une bosse par rapport au reste du corps. Elles sont généralement noires, brunes ou jaunâtres. La nervation des ailes est caractéristique de la famille.

## Classification
Habituellement, les Phoridae sont divisées en six sous-familles : Phorinae, Aenigmatiinae, Metopininae (incluant les tribus Beckerinini et Metopinini), Alamirinae, Termitoxeniinae, et Thaumatoxeninae. Disney & Cumming (1992)) ont supprimé la sous-famille des Alamirinae en montrant qu'il s'agissait des mâles de la sous-famille des Termitoxeniinae où l'on ne connaissait que des femelles.
De la même manière, en 1992, Brown a présenté une révision de la classification cladistique fondée sur de nouveaux caractères. Cette classification incluait les sous-familles Hypocerinae, Phorinae, Aenigmatiinae, Conicerinae, et Metopininae (les Termitoxeniinae et Thaumatoxeninae n'étant pas inclus dans cette étude). Disney a rejeté la totalité du travail de Brown, le jugeant prématuré. Il s'est ensuivi un vif débat entre les deux spécialistes,,. De nouvelles données seront nécessaires pour résoudre cette controverse.

## Liste des genres
Selon BioLib (27 novembre 2021) :
- genre Abaristophora Schmitz, 1927
- genre Acanthophorides Borgmeier, 1924
- genre Achaetophora Disney, 1996
- genre Acontistoptera Brues, 1902
- genre Adelopteromyia Schmitz, 1923
- genre Adenophora
- genre Aemulophora Borgmeier, 1938
- genre Aenictacantha Disney, 1991
- genre Aenictomyia Brues, 1930
- genre Aenigmaphora Disney, 1996
- genre Aenigmatias Meinert, 1890
- genre Aenigmatistes Shelford, 1908
- genre Aenigmatopoeus Schmitz, 1914
- genre Afroxenia Kemner, 1936
- genre † Agaphora Mostovski, 1999
- genre Alamira Schmitz, 1951
- genre Alliops Malloch, 1934
- genre Allochaeta Borgmeier, 1924
- genre Anaclinusa Borgmeier, 1969
- genre Anevrina Lioy, 1864
- genre Anticofimbria Schmitz, 1951
- genre †Antipodophora Evenhuis, 1994
- genre Aphiochaeta Brues, 1903
- genre Aphiura Schmitz, 1939
- genre Apiochaeta Czerny, 1903
- genre Apocephalus Coquillett, 1901
- genre Apodicrania Borgmeier, 1933
- genre Apopteromyia Beyer, 1958
- genre Apterella Borgmeier, 1935
- genre Apteronilla Borgmeier, 1959
- genre Apteronina Wasmann, 1901
- genre Apterophora Brues, 1923
- genre Aptinandria Schmidt, 1921
- genre Archiphora Schmitz, 1929
- genre † Archisciada Grimaldi & Cumming, 1999
- genre Arctoprosalpia Ringdahl, 1942
- genre Aristocerina Borgmeier & Pires do Prado, 1975
- genre Arrenaptenus Schmitz, 1958
- genre Assmutherium Schmitz, 1924
- genre Attamyia Greene, 1938
- genre Auxanommatidia Borgmeier, 1924
- genre Bactropalpus Borgmeier, 1963
- genre Beckerina Malloch, 1910
- genre Beyermyia Disney, 1991
- genre Billotia Schmitz, 1944
- genre Bolsiusia Schmitz, 1913
- genre Borgmeieria Pires do Prado, 1976
- genre Borgmeieriphora Pires do Prado, 1976
- genre Borophaga Enderlein, 1924
- genre Bothroprosopa Schmitz, 1939
- genre Brachycosta Pires do Prado, 1976
- genre Brachyphlebina Borgmeier & Pires do Prado, 1975
- genre Brachyselia Schmitz, 1927
- genre Brevrostrophora Disney in Disney & Kistner, 1997
- genre Brownphora Disney, 2004
- genre Burmophora Beyer, 1958
- genre Byrsophrys Enderlein, 1912
- genre † Caenophorites Hong, 2002
- genre Calamiscus Borgmeier, 1960
- genre Capraephora Bezzi, 1922
- genre Cataclinusa Schmitz, 1927
- genre Ceratoconus Borgmeier, 1928
- genre Ceratophoromyia Beyer, 1959
- genre Ceratoplatus Schmitz, 1939
- genre Ceratusa Borgmeier, 1967
- genre Ceylonoxenia Schmitz, 1936
- genre Chaetocnemistoptera Borgmeier, 1923
- genre Chaetogodavaria Guangchun Liu, 1996
- genre Chaetopleurophora Schmitz, 1922
- genre Cheiloxenia Delachambre, 1966
- genre Chelidophora Borgmeier, 1933
- genre Chonocephalus Wandoleck, 1898
- genre Chouomyia Liu, 1995
- genre Clinochaeta Borgmeier, 1923
- genre Clitelloxenia Kemner, 1932
- genre Colobomeles Borgmeier, 1927
- genre Colyeria Borgmeier & Prado, 1975
- genre Commoptera Brues, 1901
- genre Conicera Meigen, 1830
- genre Coniceromyia Borgmeier, 1923
- genre Contopteryx Schmitz, 1929
- genre Cootiphora Brown, 1993
- genre Corynusa Schmitz, 1931
- genre Coryptilomyia Brues, 1910
- genre Crasilla Borgmeier, 1967
- genre Cremersia Schmitz, 1924
- genre Crepidopachys Enderlein, 1912
- genre Crinophleba Borgmeier, 1967
- genre Cryptophora Borgmeier, 1935
- genre Cryptopteromyia Trägårdh, 1909
- genre Ctenopleuriphora Liu, 1996
- genre Cyphocephalus Borgmeier, 1967
- genre Cyphometopis Borgmeier, 1924
- genre Cyrtophorina Borgmeier & Prado, 1975
- genre Dacnophora Borgmeier, 1961
- genre Dahliphora Schmitz, 1923
- genre Danumphora Disney, 2002
- genre Darwiniphora Schmitz, 1953
- genre Diaclinella Borgmeier, 1962
- genre Dichocerina Borgmeier, 1971
- genre Dicranodeina Schmitz, 1929
- genre Dicranopteron Schmitz, 1931
- genre Dinocercus Borgmeier, 1971
- genre Diocophora Borgmeier, 1959
- genre Diplonevra Lioy, 1864
- genre Diplostylocera Borgmeier, 1967
- genre Distichophora Schmitz, 1939
- genre Dohrnigma Disney & Ellwood, 2001
- genre Dohrniphora Dahl, 1898
- genre Dorsochaeta Borgmeier & Prado, 1975
- genre Dundophora Schmitz, 1955
- genre Echidnophora Schmitz, 1915
- genre Ecitomyia Brues, 1901
- genre Ecitophora Schmitz, 1916
- genre Ecitoptera Borgmeier & Schmitz, 1923
- genre Ecituncula Schmitz, 1923
- genre Ectochaeta Borgmeier, 1958
- genre Eibesfeldtphora Disney, 1996
- genre Enderleinphora Disney, 2004
- genre Epacteon Borgmeier, 1963
- genre Epicnemis Borgmeier, 1962
- genre Euryphora Schmitz, 1915
- genre Euryplatea Schmitz, 1941
- genre Eutermiphora Lea, 1911
- genre Gymnophora Macquart, 1835
- genre Gymnoptera Lioy, 1864
- genre Holopterina Borgmeier, 1928
- genre Hypocera Lioy, 1864
- genre Hypocerides Schmitz, 1915
- genre Hypogeophora Goto, 1986
- genre Johowia Silva Figueroa, 1916
- genre Kerophora Brown, 1988
- genre Kierania Schmitz, 1939
- genre Kuenburgia Schmitz, 1937
- genre Laciniomyia Kung & Brown, 2005
- genre Laishania Kung & Brown, 2005
- genre Laosphora
- genre Latiborophaga Brown, 1992
- genre Lecanocerus Borgmeier, 1962
- genre Lepta Schmitz, 1938
- genre Leptilla Borgmeier, 1963
- genre Lucianaphora Disney, 2008
- genre Macrocerides Borgmeier, 1927
- genre Macroselia Schmitz, 1939
- genre Maculiphora Disney, 1991
- genre Mallochphora Disney, 2004
- genre Mannheimsia Beyer, 1965
- genre Megapropodiphora Brown, 2018
- genre Megaselia Rondani, 1856
- genre Melaloncha Brues, 1903
- genre Menozziola Schmitz, 1927
- genre Metopina Macquart, 1835
- genre Microplatyphora Schmitz, 1915
- genre Microselia Schmitz, 1934
- genre Minicosta Brown & Oliver, 2008
- genre Misotermes Schmitz, 1938
- genre Myopiomyia Disney, 1987
- genre Myriophora Brown, 1992
- genre Myrmosicarius Borgmeier, 1928
- genre Neodohrniphora Malloch, 1914
- genre Obscuriphora Disney, 1986
- genre Pachyneurella Brues, 1903
- genre Pallura Walker, 1859
- genre Palpiclavina Silvestri, 1947
- genre Palpocrates Schmitz, 1939
- genre Paraphiura Beyer, 1966
- genre Pericyclocera Schmitz, 1927
- genre Perissa Bergmeier, 1967
- genre Phalacrotophora Enderlein, 1912
- genre Phora Latreille, 1796
- genre Phymatopterella Brues, 1933
- genre Physoptera Borgmeier, 1958
- genre Pilosaphiura Disney, 2003
- genre Plectanocnema Schmitz, 1926
- genre Poloniphora Disney & Durska, 1989
- genre Pseudacteon Coquillett, 1907
- genre Psyllomyia Loew, 1857
- genre Puliciphora Dahl, 1897
- genre Razorfemora Disney, 1990
- genre Rhopica Schmitz, 1927
- genre Rhynchomicropteron Annandale, 1912
- genre Rhyncophoromyia Malloch, 1923
- genre Sciadocera White, 1916
- genre Spiniphora Malloch, 1909
- genre Stenophorina Borgmeier, 1963
- genre Stichillus Enderlein, 1924
- genre Styletta
- genre Synaptophora Brown, 1992
- genre Syneura Brues, 1903
- genre Syneurina Borgmeier, 1963
- genre Tabelliphora Kung & Brown, 2005
- genre Tapantia Brown & Kung, 2004
- genre Tarsocrates Schmitz, 1939
- genre Tayrona Brown & Kung, 2004
- genre Termitophilomyia Schmitz, 1936
- genre Termitoscrofa Schmitz, 1936
- genre Termitoxenia Wasmann, 1900
- genre Thalloptera Borgmeier & Schmitz, 1922
- genre Thaumatoxena
- genre Triphleba Rondani, 1856
- genre Trispiniphora Disney & Michailovskaya, 2000
- genre Trophithauma Schmitz, 1925
- genre Trophodeinus Borgmeier, 1960
- genre Trucidophora Brown, 1991
- genre Tubicera Schmitz, 1920
- genre Veruanus Schmitz, 1927
- genre Wharia Brown & Oliver, 2008
- genre Woodiphora Schmitz, 1926
- genre Xanionotum Brues, 1902
- genre Xenotriphleba Buck, 1997
- genre Zyziphora Peterson & Robinson, 1976

### Liste des sous-familles
Selon ITIS (1 mars 2013) :
- sous-famille Aenigmatiinae
- sous-famille Metopininae
- sous-famille Phorinae

## Environnement
Les Phoridae sont présentes partout dans le monde, mais la diversité spécifique la plus importante se trouve au niveau des tropiques. Elles se trouvent souvent autour des fleurs et des matières recouvertes de moisissures, elles peuvent donc être rencontrées dans les maisons. 
De nombreuses espèces pondent dans les cadavres humains. Pour cette raison, elles jouent un rôle important en entomologie forensique (médico-légale). Les phoras s'adressent principalement aux cadavres maigres, tandis que les rhizophages se trouvent sur les cadavres gras. De manière plus générale, les larves se développent dans des milieux très variés, tels que les fèces et les champignons, les plantes en décomposition… De manière plus courante, elles se nourrissent de matière organique en décomposition. Parce qu'elles fréquentent des lieux insalubres, elles sont susceptibles de transporter différents organismes responsables de maladies lorsqu'ils sont déposés dans la nourriture.

## Cycle de vie
Les Phoridae se développent à partir d'un œuf qui se transforme en larve puis en pupe, d'où émerge l'adulte. La femelle pond entre un et cent œufs en même temps, à l'intérieur ou sur le substrat dont à besoin la larve. Elle peut pondre jusqu'à 750 œufs durant sa vie. Le temps de l'œuf à l'adulte varie de 14 à 37 jours mais est généralement de 25 jours.
La larve émerge 24 h après la ponte et se nourrit pendant 8 à 16 jours, avant de se transformer en pupe.
De nombreuses espèces de mouches parasites sont des parasitoïdes de fourmis, mais certaines parasitent également des abeilles. Les abeilles contiennent alors jusqu'à douze larves de Phoridae.

### Contrôle de la fourmi de feu

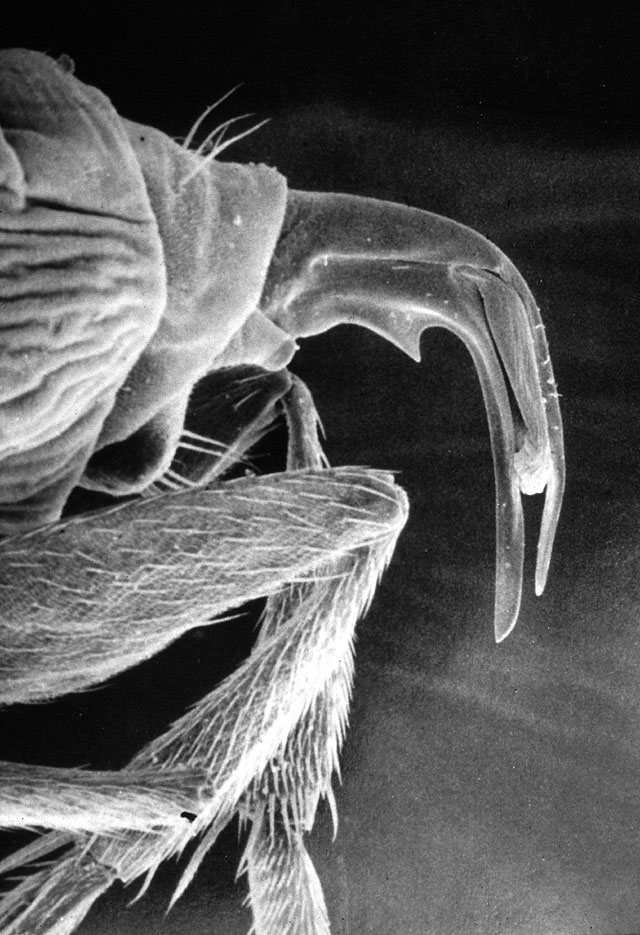
Ovipositeur en crochet de Pseudacteon curvatus.

Les Phoridae représentent également un nouveau moyen de lutte biologique pour contrôler les fourmis de feu Solenopsis invicta, espèce invasive aux États-Unis entre autres. Les mouches pondent leurs œufs dans la tête des fourmis invasives, la larve dévore la fourmi qui reste inactive. Cela cause la mort de la fourmi, dont la tête se décroche ensuite sous l'action d'une enzyme. Plusieurs espèces de Phoridae ont été introduites aux États-Unis pour lutter contre la fourmi de feu.

### Phoridae parasites de fourmis en France
On trouve en France plusieurs espèces de Phoridae parasites de fourmis, ces Phoridae comme les fourmis hôtes sont des espèces endémiques. Les mouches volent de manière stationnaire au-dessus du nid durant quelques instants avant de se jeter sur un hôte dans lequel elles pondront un œuf, généralement dans l'abdomen de la fourmi.

### Phoridae parasites opportunistes d'humains
Il existe quelques notes concernant des mouches Phoridae pondant de manière opportuniste dans l'humain, provoquant des myiases,.

### Listes d'espèces
- Néarctiques
- Paléarctiques ouest incluant la Russie
- Australasiennes/Océaniennes
- Japonaises

### Identification
- Beyer, E.; Delage, A. Bearbeitet von: Schmitz, H. Phoridae 672 Seiten, 437 Abbildungen, 15 Tafeln, 26x19cm

(in Erwin Lindner: Die Fliegen der Paläarktischen Region, Band IV / 7 Teil 1) 1981  (ISBN 3-510-43023-9).
- Borgmeier, T. 1963. Revision of the North American phorid flies. Part I. The Phorinae, Aenigmatiinae, and Metopininae, except Megaselia (Diptera: Phoridae). Stud. Entomol. 6:1-256.Keys subfamilies, genera and species.